# Alcohujate
Alcohujate è un comune spagnolo di 32 abitanti situato nella comunità autonoma di Castiglia-La Mancia.